# 매킨리 관세
매킨리 관세법(Tariff Act of 1890, 흔히 매킨리 관세라고 불린다)는 미국 상원 의원 윌리엄 맥킨리가 입안하여 1890년 10월 1일 발효시킨 미국 의회의 법이다. 관세는 수입품에 대한 평균 관세를 거의 50%로 인상했으며, 외국과의 경쟁에서 자국의 산업을 보호하기 위해 만들어진 법이었다. 공화당이 전략적으로 지원한 보호 무역은 많은 정치인들과 민주당에 의해 맹렬한 비난을 받았다. 이후 이 법은 1894년에 관세율을 낮춘 〈윌슨 고먼 관세법〉으로 대체되었다.